# Robert McCormick
Pour les articles homonymes, voir McCormick.
Ne doit pas être confondu avec Robert McCormick Adams, Robert R. McCormick ou Robert Sanderson McCormick.
Robert McCormick, né le 22 juillet 1800 à Great Yarmouth et mort le 25 octobre 1890, est un chirurgien, explorateur et naturaliste anglais de la Royal Navy.

## Biographie
Robert McCormick commence sa carrière comme assistant chirurgien sur le HMS Hecla en 1827, puis devient le chirurgien de bord sur le HMS Beagle (navire dans lequel Charles Darwin développa sa théorie de la sélection naturelle) jusqu'en avril 1832. Il est réputé pour y avoir occupé officiellement les fonctions de naturaliste, à tort, Darwin ayant été embarqué spécifiquement pour ce rôle.
Entre 1839 et 1842, il est le médecin de bord de l'expédition de James Clark Ross en Antarctique, destinée à localiser le pôle Sud.
Il publie son autobiographie Voyages of Discovery in the Arctic and Antarctic Seas and around the World en 1884.

## Hommages
- Le Labbe de MacCormick, un oiseau marin de la famille des Stercorariidae porte son nom car il en a réalisé la première description le 12 janvier 1841 sur une île d'Antarctique.
- La baie Macormick au Nunavut a été nommée en son honneur.